# Bob Bingham
Robert «Bob» Bingham (Seattle, 29 de octubre de 1946-condado de Putnam, Nueva York, 8 de febrero de 2025) fue un actor y cantante estadounidense. Conocido por interpretar el papel de Caifás en la  ópera rock de Andrew Lloyd Webber y Tim Rice Jesucristo superestrella (Jesus Christ Superstar).

## Carrera artística
Su primera aparición profesional fue en una producción de Hair en Seattle. Bingham hizo el papel de Caifás en el tour original de Jesus Christ Superstar y continuó interpretándolo en la producción original de Broadway durante los años 1971-1973, así como la versión de París. Junto con Barry Dennen (Pilatos) e Yvonne Elliman (María Magdalena), Bingham repitió su papel de Broadway en la película de 1973. Poco después, se retiró de los escenarios y trabajó en un puesto directivo en una fábrica de cremalleras. 
Bingham vivía en Brewster, Nueva York, con su esposa Idilcia Aracena y sus dos hijos, Franklin y Yasamin. Murió por complicaciones del COVID-19 el 8 de febrero de 2025, a la edad de 78 años.